# Crossostephium chinense
 Crossostephium chinense  (L.) Makino, 1906 è una specie di piante angiosperme dicotiledoni della famiglia delle Asteraceae, sottofamiglia Asteroideae,  tribù Anthemideae (clade Asian-southern African grade) e sottotribù Artemisiinae.  Crossostephium chinense è anche l'unica specie del genere  Crossostephium  Less., 1831.

## Etimologia
Il nome generico (Crossostephium) deriva da due parole greche "κρόσσος" (króssos) che significa "frangia" o "ciuffo di capelli" e "στέφανος" (stéphanos) che significa "corona" o "ghirlanda".  L'epiteto specifico ( chinense) indica l'areale d'origine (Cina) della specie.
Il nome scientifico della specie è stato definito dai botanici Carl Linnaeus (1707-1778) e Tomitaro Makino (1862-1957) nella pubblicazione " Botanical Magazine. [Shokubutsu-gaku zasshi]. Tokyo" ( Bot. Mag. (Tokyo) 20(229): 33) del 1906.  Il nome scientifico del genere è stato definito dal botanico Christian Friedrich Lessing (1809-1862) nella pubblicazione " Linnaea; Ein Journal für die Botanik in ihrem ganzen Umfange. Berlin" (Linnaea 6(2): 220 ) del 1831.

## Descrizione

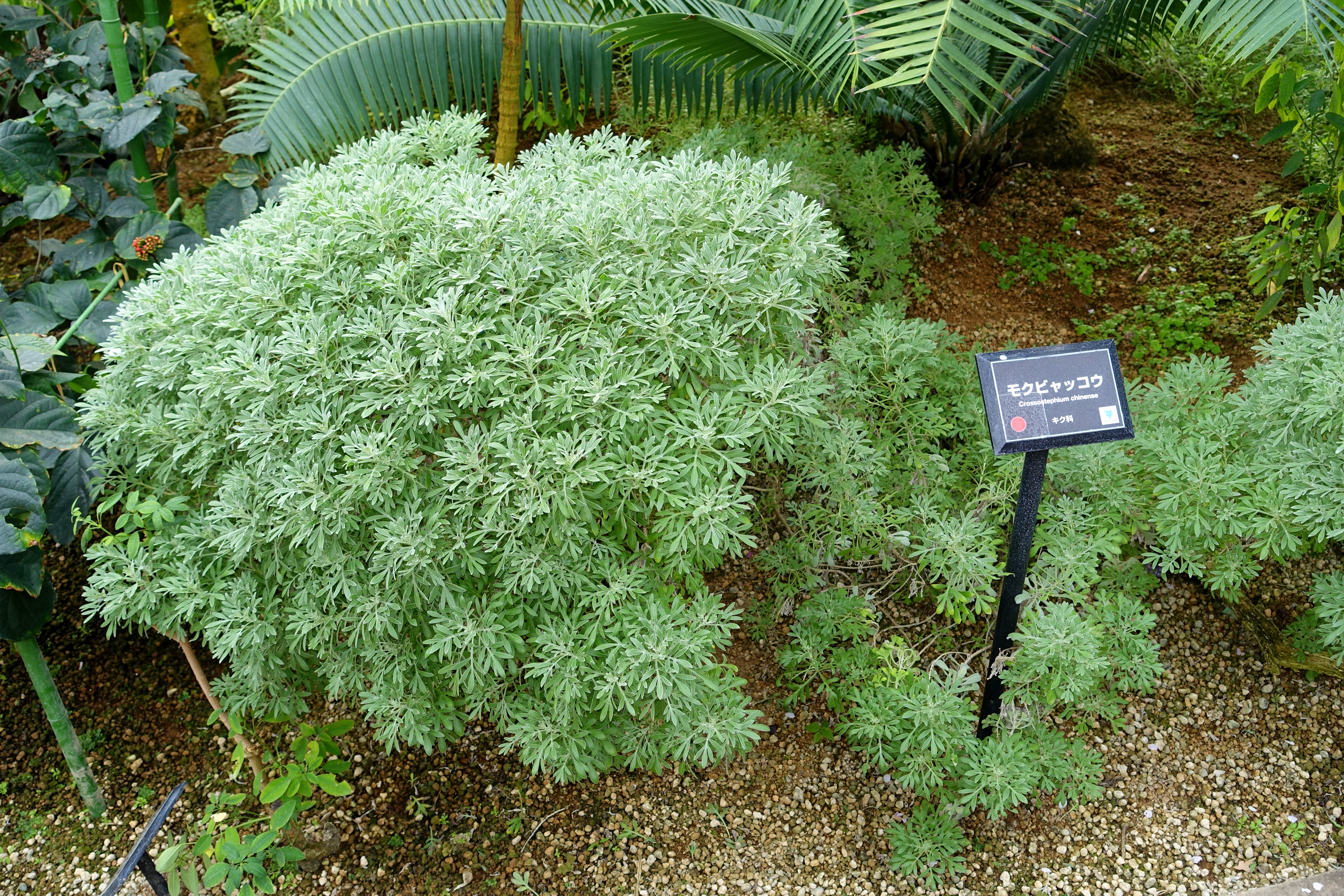
Il portamento

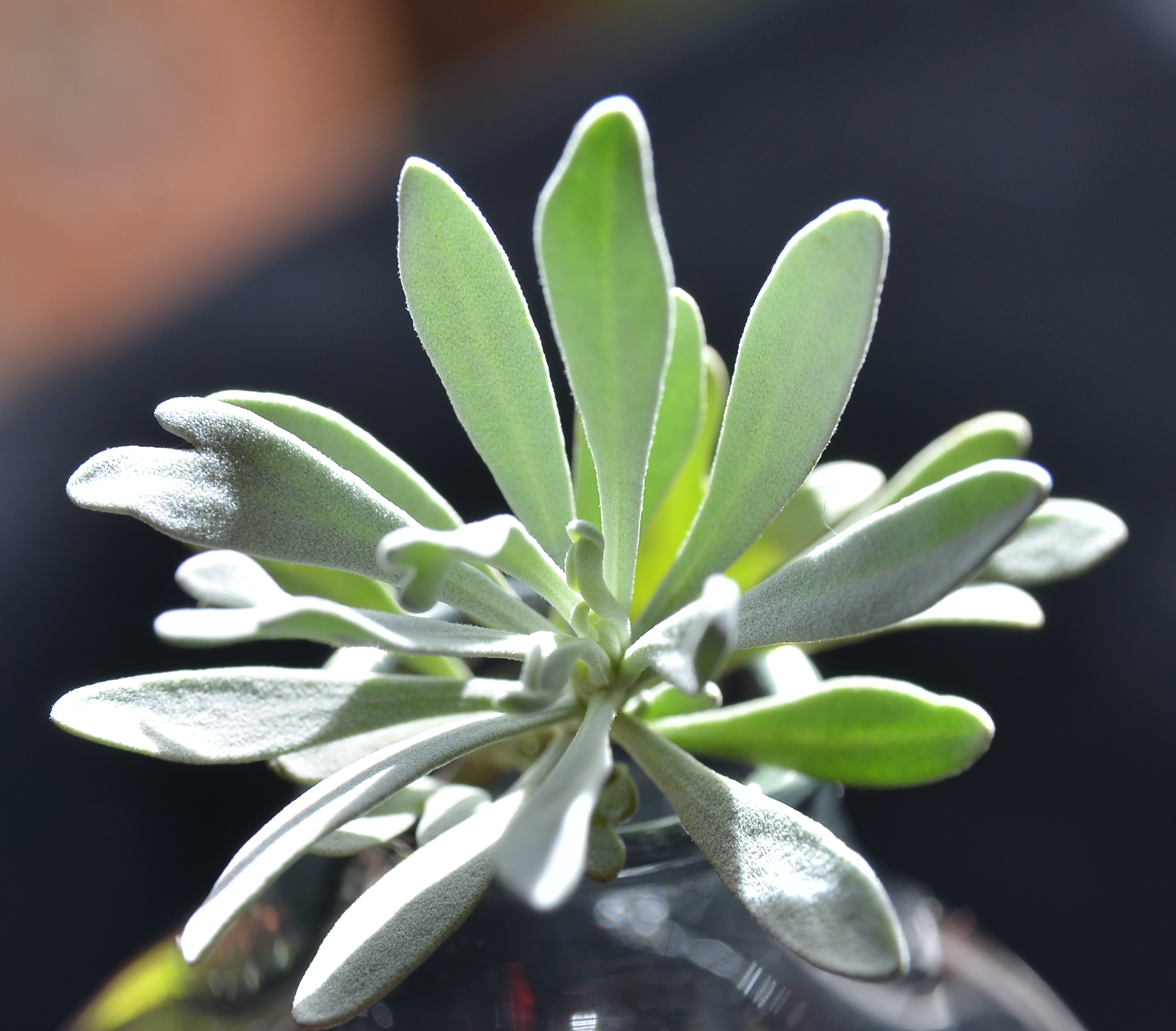
Le foglie

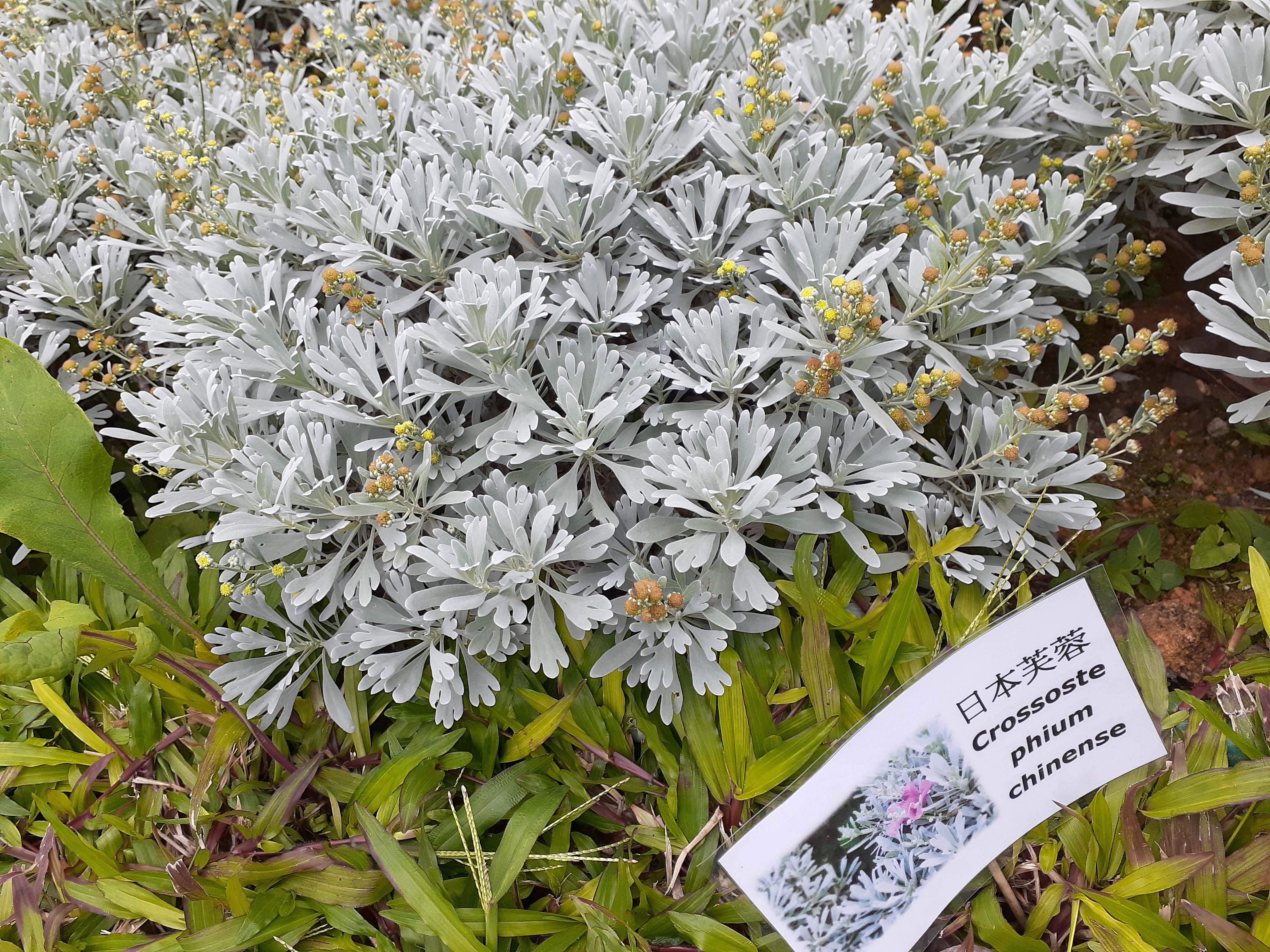
Infiorescenza

Portamento. Le specie di questa voce è arbustiva. L'indumento è pubescente/tomentoso per peli medifissi.
Fusto. La parte aerea in genere è eretta e molto ramosa. Altezza media: 10 - 40 cm.
Foglie. Le foglie lungo il caule sono disposte in modo alterno e sessile con lamina strettamente spatolata/oblanceolata. All'apice sono presenti dei piccoli lobi o sono intere. La consistenza è succulenta. Dimensione delle foglie: 2 - 4 × 0,4 - 0,5 cm. 
Infiorescenza. Le sinflorescenze sono formate da piccoli e rotondi capolini raccolti in racemi o panicoli frondosi. Le infiorescenze vere e proprie sono composte da un capolino terminale peduncolato di tipo disciforme. I capolini sono formati da un involucro, con forme emisferiche, composto da diverse brattee, al cui interno un ricettacolo fa da base ai fiori di due tipi: fiori del raggio (qui assenti) e fiori del disco. Le brattee, quelle interne sono largamente scariose ai margini (tomentose e erbacee quelle esterne), sono disposte in modo più o meno embricato su 3 serie. Il ricettacolo, emisferico, è sprovvisto di pagliette avvolgenti la base dei fiori.  Diametro dei capolini: 7 mm.
Fiori.  I fiori sono tetra-ciclici (formati cioè da 4 verticilli: calice – corolla – androceo – gineceo) e pentameri (calice e corolla formati da 5 elementi). Si distinguono in:
- fiori del raggio (esterni): sono assenti e sono sostituiti da una sola riga di fiori femminili tubulari con 2 - 3 evidenti lobi punteggiati da ghiandole;
- fiori del disco (centrali): sono più numerosi con forme brevemente tubulose (attinomorfe); sono ermafroditi (o funzionalmente maschili).

- Formula fiorale:

*/x K {\displaystyle \infty }, [C (5), A (5)], G 2 (infero), achenio
- Calice: i sepali del calice sono ridotti ad una coroncina di squame.

- Corolla: solo fiori del disco: la forma è tubulare bruscamente divaricata in 5 lobi; i lobi, patenti o eretti, hanno una forma deltata o più o meno lanceolata; il colore in genere è giallo.

- Androceo: l'androceo è formato da 5 stami (alternati ai lobi della corolla) sorretti da filamenti generalmente liberi e sottili; gli stami sono connati e formano un manicotto circondante lo stilo. Le antere possono essere sia di tipo basifissa che medifissa (ossia attaccate al filamento per la base – nel primo caso; oppure in un punto intermedio – nel secondo caso).[16] Questa caratteristica ha valore tassonomico in quanto distingue i generi gli uni dagli altri. Normalmente le antere sono ottuse alla base con appendici oblunghe. Il tessuto endoteciale (rivestimento interno dell'antera) non è polarizzato. Il polline è sferico con un diametro medio di circa 25 micron;  è tricolporato (con tre aperture sia di tipo a fessura che tipo isodiametrica o poro) ed è più o meno liscio.

- Gineceo: l'ovario è infero uniloculare formato da 2 carpelli. Lo stilo (il recettore del polline) è profondamente bifido (con due stigmi divergenti) e con le linee stigmatiche marginali separate o contigue. I due bracci dello stilo hanno una forma troncata e possono essere papillosi o ricoperti da ciuffi di peli.

Frutti. I frutti sono degli acheni con pappo. Gli acheni hanno una forma obovoide con 5 deboli coste; l'apice (pseudopappo) in genere è arrotondato con una corona lacerata con piccole scaglie. Il pericarpo può possedere delle cellule mucillaginifere, mentre le sacche di resina sono assenti.

## Biologia
Impollinazione: tramite insetti (impollinazione entomogama tramite farfalle diurne e notturne).

Riproduzione: la fecondazione avviene fondamentalmente tramite l'impollinazione dei fiori.

Dispersione: i semi cadono a terra e vengono dispersi soprattutto da insetti come formiche (disseminazione mirmecoria). Un altro tipo di dispersione è zoocoria: gli uncini delle brattee dell'involucro (se presenti) si agganciano ai peli degli animali di passaggio che portano così i semi anche su lunghe distanze. Inoltre per merito del pappo (se presente) il vento può trasportare i semi anche per alcuni chilometri (disseminazione anemocora).

## Distribuzione e habitat
La specie di questa voce è distribuita in Cina e aree subtropicali.

## Sistematica
La famiglia di appartenenza di questa voce (Asteraceae o Compositae, nomen conservandum) probabilmente originaria del Sud America, è la più numerosa del mondo vegetale, comprende oltre 23.000 specie distribuite su 1.535 generi, oppure 22.750 specie e 1.530 generi secondo altre fonti (una delle checklist più aggiornata elenca fino a 1.679 generi). La famiglia attualmente (2021) è divisa in 16 sottofamiglie; la sottofamiglia Asteroideae è una di queste e rappresenta l'evoluzione più recente di tutta la famiglia.

### Filogenesi
l gruppo di questa voce è descritto nella tribù Anthemideae, una delle 21 tribù della sottofamiglia Asteroideae). In base alle ultime ricerche nella tribù sono stati individuati (provvisoriamente) 4 principali lignaggi (o cladi): "Southern hemisphere grade", "Asian-southern African grade", "Eurasian grade" e "Mediterranean clade". Il genere  Crossostephium  (insieme alla sottotribù Artemisiinae) è incluso nel clade Asian-southern African grade..
Da un punto di vista filogenetico il genere  Crossostephium  occupa, nell'ambito della sottotribù, una posizione più o meno centrale e insieme ai generi Neopallasia, Artemisia, Picrothamnus e Sphaeromeria fa parte del "Artemisia Group". In precedenza era descritto all'interno del subg. Pacifica C.R. Hobbs & B.G. del genere "Artemisia".
I caratteri distintivi della specie  Crossostephium chinense sono:
- i capolini sono del tipo disciforme con una riga esterna di fiori femminili;
- il polline è liscio;
- l'apice degli acheni è provvisto di una corona o piccole scaglie.

Il numero cromosomico della specie è: 2n = 18.
In base all'"orologio molecolare" questa specie ha iniziato a divergere tra 2 e 1 milioni di anni fa insieme ai generi Mausolea , Turaniphytum , Elachanthemum, Neopallasia, Artemisia e Picrothamnus.

### Sinonimi
Sono elencati alcuni sinonimi per questa entità:
- Absinthium chinense (L.) DC.
- Artemisia chinensis  L.
- Tanacetum chinense  (L.) A.Gray ex Maxim.
- Chrysanthemum artemisioides  (Less.) Kitam.
- Crossostephium artemisioides  Less.